# HMS Enterprise (D52)
HMS Enterprise (D52) là một tàu tuần dương hạng nhẹ thuộc lớp Emerald của Hải quân Hoàng gia Anh Quốc. Nó đã phục vụ trước và trong Chiến tranh Thế giới thứ hai trước khi được đưa về lực lượng dự bị vào năm 1944, và bị tháo dỡ vào năm 1946.

## Thiết kế và chế tạo
Enterprise được chế tạo bởi hãng đóng tàu John Brown Shipbuilding & Engineering Company Ltd. tại Clydebank thuộc Scotland, được đặt lườn vào ngày 28 tháng 6 năm 1918. Nó được hạ thủy vào ngày 23 tháng 12 năm 1919, và đưa ra hoạt động vào ngày 7 tháng 4 năm 1926. Nó là chiếc tàu chiến thứ 14 phục vụ cùng Hải quân Hoàng gia mang cái tên HMS Enterprise, một cái tên vẫn còn tiếp tục sử dụng cho đến ngày hôm nay.

### Cải biến
Vào đầu những năm 1930, Enterprise được trang bị một kiểu tháp pháo 152 mm (6 inch) nòng đôi nguyên mẫu vào chỗ của hai tháp pháp nòng đơn phía trước; đây là kiểu tháp pháo mà sau này được trang bị cho các lớp Leander, Amphion và Arethusa. Chúng chiếm ít chỗ hơn so với các tháp pháo 'A' và 'B' bắn thượng tầng trên chiếc Emerald, nhờ đó cầu tàu được dịch chuyển lên phía trước. Bản thân cầu tàu cũng là một thiết kế mới, là một khối duy nhất với tháp chỉ huy bên trên, thay vì là những bệ truyền thống được xây dựng chung quanh cột ăn-ten trước và đài hoa tiêu với bệ quan sát bên trên. Thiết kế cầu tàu này sau đó được áp dụng cho lớp tàu tuần dương County.

## Lịch sử hoạt động

### Trước chiến tranh
Sau nhiều tháng trong vùng biển nhà, Enterprise phục vụ cùng với hải đội Tuần Dương 4 tại khu vực East Indies trong chuyến bố trí đầu tiên kết thúc vào tháng 12 năm 1928.
Nhiệm vụ đầu tiên do nó thực hiện đáng ghi nhớ do cao trào và các sự kiện diễn ra từ ngày 19 tháng 9 đến ngày 10 tháng 12 năm 1928. Nó được lệnh quay trở về nhà ngang qua Mauritius và các cảng chính tại Đông Phi, chuyến đi đầu tiên của nó đến Nam bán cầu. Nó đi vào cảng Kilindini mười ngày trước khi Edward, Hoàng tử xứ Wales, cùng với em trai, Công tước Gloucester, đến đây trên chiếc SS Malda, bắt đầu chuyến viếng thăm bán chính thức các nước Đông Phi: Kenya, Uganda và Tanganyika. Enterprise đã giúp vào việc đưa các thành viên Hoàng gia lên bờ, và trong 36 giờ tiếp theo, các sĩ quan cao cấp của con tàu đã được mời tham gia nhiều hoạt động khác nhau trước khi hai vị hoàng tử đáp tàu hỏa đi Nairobi vào buổi tối hôm sau.
Sau khi đội rugby (bóng bầu dục) của HMS Enterprise tham gia một số trận đấu giao hữu tại các nước Đông Phi, con tàu quay mũi về phía Bắc, dự định quay trở về nhà ngang qua Aden và Port Suez. Tuy nhiên, chỉ hai giờ sau khi rời Aden, nó được lệnh quay trở lại để đón Hoàng tử xứ Wales tại Dar es Salaam để đưa ông đến Brindisi nhanh nhất có thể. Cha ông, Vua George V vào lúc đó, đang bệnh nặng. Hoàng tử lên tàu ngày 2 tháng 12 và Enterprise đã lập một kỷ lục khi vượt quãng đường 4.087 dặm (6.577 km) đến Brindisi chỉ trong tám ngày. Hoàng tử tiếp tục đi đến Bolougne bằng một chuyến tàu hỏa đặc biệt do Chính phủ Ý bố trí, và đã về đến cung điện Buckingham chỉ chín ngày sau khi rời Dar es Salaam.
Sau đó Enterprise được bố trí nhiều đợt hoạt động tại East Indies Station, cho đến khi quay trở về nhà để bảo trì và đại tu vào ngày 4 tháng 7 năm 1934, tiếp nối bằng một đợt tái trang bị lớn. Nó quay trở lại East Indies vào tháng 1 năm 1936, nhưng được thay phiên bởi HMS Manchester vào cuối năm 1937 và quay trở về nhà. Vào năm 1938 nó được giao nhiệm vụ chuyển nhân sự đến China Station, và quay trở về nhà vào ngày 30 tháng 9 để được đưa về hạm đội dự bị.

### Chiến tranh Thế giới thứ hai

#### Giai đoạn mở màn
Khi Chiến tranh Thế giới thứ hai nổ ra vào tháng 10 năm 1939, Enterprise được cho tái hoạt động và đã tham gia các hoạt động tuần tra tại Đại Tây Dương cùng hải đội Tuần dương 4, và sau đó gia nhập North America and West Indies Squadron. Nó đảm trách vai trò hộ tống vượt Đại Tây Dương cùng với Lực lượng Hộ tống Halifax trong những năm 1939 và 1940. Vào tháng 10 năm 1939, nó tham gia vận chuyển số vàng dự trữ của Ngân hàng Anh Quốc trị giá 10 triệu Bảng Anh sang Canada.
Đến tháng 4 năm 1940, Enterprise được điều về Hạm đội Nhà tham gia Chiến dịch Na Uy. Trong tháng 4 và tháng 5, nó hỗ trợ lực lượng Anh trên bờ khi bắn phá khu vực thành phố và ngoại vi Narvik thuộc Na Uy, và vào ngày 19 tháng 4 bị tàu ngầm Đức U-65 tấn công nhưng không trúng đích. Sau một vài sửa chữa, Enterprise tham gia Lực lượng H mới được thành lập vào tháng 6 năm 1940 và lên đường đi đến Địa Trung Hải, nơi mà vào tháng 7, nó tham gia vào cuộc thương lượng với Hải quân Pháp về tương lai của Hạm đội Pháp trong chiến tranh. Sau khi cuộc thương lượng thất bại, nó đã tham gia Chiến dịch Catapult tấn công vào Hạm đội Pháp đang trú đóng tại Mers El Kébir, đánh chìm nhiều tàu chiến Pháp. Nó cũng tham gia vào việc chuyển giao máy bay đến Malta vào cuối tháng 7, lúc mà hòn đảo này đang bị phong tỏa.
Lực lượng H được tái tổ chức và Enterprise được gửi đến Cape Town, nơi nó trở thành soái hạm cho các hoạt động tại Nam Mỹ, chủ yếu là để bảo vệ thương mại hàng hải và chặn bắt tàu buôn đối phương. Vào tháng 12 năm 1940, nó được bố trí cùng với HMS Cumberland và Newcastle trong việc truy tìm không kết quả tàu tuần dương phụ trợ Đức Thor, vốn đã tấn công và tiêu diệt chiếc HMS Caernarvon Castle.

#### Ấn Độ Dương
Đầu năm 1941, nó được tái bố trí đến Ấn Độ Dương. Nó từng tham gia một lực lượng đáng kể các tàu chiến Anh và Australia do chiếc tàu sân bay HMS Hermes dẫn đầu để truy tìm thiết giáp hạm bỏ túi Đức Admiral Scheer. Sau khi cuộc truy tìm bị hủy bỏ, Enterprise làm nhiệm vụ hộ tống các đoàn tàu vận tải, trước khi được gửi đến Basra, khi một cuộc nổi dậy do lãnh tụ Rashid Ali al-Gaylani thân Đức Quốc xã cầm đầu đã dấy nên cuộc Chiến tranh Anh-Iraq. Vụ xung đột kết thúc vào cuối tháng 5, và sau đó Enterprise quay trở lại vai trò hộ tống vận tải tại Ấn Độ Dương.

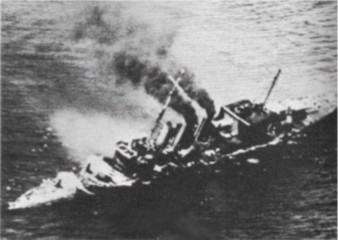
HMS Cornwall bị chìm sau đợt tấn công của Nhật, HMS Enterprise đã cứu vớt một số thủy thủ của nó.

Vào tháng 11, nó trải qua một đợt sửa chữa và tái trang bị tại Colombo, và đã hoàn tất đúng vào lúc chiến sự nổ ra tại Thái Bình Dương khi Đế quốc Nhật Bản tấn công Trân Châu Cảng vào tháng 12 năm 1941. Nó hộ tống các đoàn tàu chuyển binh lính đến Singapore và Rangoon, Miến Điện; rồi gia nhập Hạm đội Viễn Đông dưới quyền Đô đốc Sir James Somerville, tham gia bảo vệ các tuyến đường thương mại hàng hải trong gần hết năm tiếp theo. Vào ngày 6 tháng 4 năm 1942, cùng với HMS Paladin và HMS Panther, nó đã cứu vớt một số trong tổng số 1.120 người sống sót từ các tàu tuần dương HMS Cornwall và HMS Dorsetshire bị máy bay Nhật đánh chìm trong cuộc Không kích Chúa nhật Phục sinh, một phần của cuộc không kích quy mô lớn mà Hải quân Đế quốc Nhật Bản thực hiện đe dọa căn cứ của Anh tại Ceylon. Enterprise cũng tham gia một đợt truy tìm khác không mang lại kết quả, khi người ta tin rằng quân Nhật đang chuẩn bị tấn công và có thể chiếm đóng các đảo tại Ấn Độ Dương.

#### Vùng biển nhà
Vào ngày 25 tháng 12 năm 1942, Enterprise quay trở về Clyde cho một đợt tái trang bị và hiện đại hóa, vốn chỉ hoàn tất vào tháng 10 năm 1943. Các cuộc chạy thử máy và thử nghiệm kéo dài trong suốt tháng 11.
Đến cuối tháng 12 năm 1943, nó được bố trí cùng với HMNZS Gambia và HMS Glasgow tham gia Chiến dịch Stonewall. Vào ngày 28 tháng 12, nó đối đầu cùng một lực lượng mười một tàu khu trục và tàu phóng lôi Đức, vốn là lực lượng hộ tống cho Alsterufer, vốn đã bị đánh chìm vào ngày hôm trước trong một cuộc không kích. HMS Enterprise đã đánh chìm tàu phóng lôi T26 bằng một quả ngư lôi, trong khi T25 và Z27 bị đánh chìm cùng bốn tàu Đức khác bị hư hại trong trận đụng độ này.
Từ ngày 3 đến ngày 29 tháng 1 năm 1944, Enterprise vào ụ tàu tại Devonport để tái trang bị, và từ ngày 27 đến ngày 31 tháng 3, nó được sửa chữa bánh lái bị kẹt cũng tại Devonport.

#### Đổ bộ Normandy

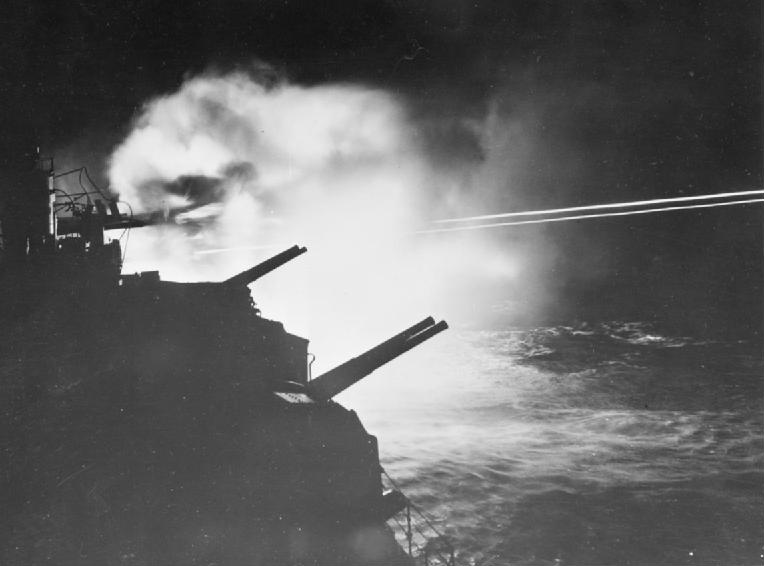
HMS Mauritius đang bắn phá các vị trí của đối phương trên bờ biển nước Pháp.

Vào tháng 5 năm 1944, HMS Enterprise được phân về Lực lượng Bắn phá "A" cùng với các chiến hạm USS Nevada, HMS Hawkins, HMS Black Prince, HMS Erebus, USS Tuscaloosa, HNLMS Soemba và USS Quincy. Phân đội của nó thuộc Đội Tấn công "U" dành cho bãi Utah, trong đó nó là soái hạm.
Khi cuộc Đổ bộ Normandy bắt đầu vào ngày 6 tháng 6 năm 1944, Lực lượng "A" đã tiến hành nả pháo xuống St. Martin de Vassville. Enterprise đã đối đầu cùng các khẩu đội phòng thủ duyên hải tại Cherbourg, nơi mà cả thuyền trưởng lẫn thuyền phó đều bị thương, và con tàu được đưa trở về Portland bởi sĩ quan thứ nhất, Thiếu tá Hải quân Brown. Hai mươi ngày sau, nó lại tham gia bắn pháo Querqueville, dập tắt các khẩu pháo Đức tại đây. Các khẩu pháo Đức trên bờ đã nổ súng, nhưng không gây thiệt hại đáng kể nào cho Enterprise. Trong các hoạt động tại Normandy, Enterprise đã bắn khoảng 9.000 quả đạn pháo 152 mm (6 inch), và đã phải cần đến hai đêm để thay các nòng pháo tại Portsmouth.
Vào tháng 7, Enterprise được bố trí ngoài khơi bờ biển nước Pháp hỗ trợ cho các hoạt động của lực lượng Anh trên bờ, và vào ngày 17 tháng 7 đã bắn hải pháo trong hai ngày liền hỗ trợ cuộc tấn công của quân Anh gần Caen cùng các chiếc HMS Mauritius và HMS Roberts. Sang tháng 9, nó được bố trí với lực lượng tương đương ngoài khơi bờ biển Hà Lan hỗ trợ cho Tập đoàn quân 2, tuy nhiên nó đã không được yêu cầu giúp đỡ. Đến tháng 10, sau khi một dự định chuyển nó cho Hải quân Hoàng gia Canada không được thực hiện, Enterprise được rút ra khỏi hoạt động thường trực và đưa về lực lượng dự bị tại Rosyth.

### Sau chiến tranh
Bắt đầu từ tháng 5 năm 1945, HMS Enterprise đã giúp vào việc hồi hương binh lính Anh tại châu Á và Chuâ Phi. Ngày 13 tháng 1 năm 1946, nó quay trở về đến Anh Quốc lần sau cùng. Nó được bán cho hãng British Steel để tháo dỡ vào ngày 11 tháng 4 năm 1946, và công việc này được bắt đầu vào ngày 21 tháng 4 năm 1946 tại xưởng tàu JH Cashmore tại Newport thuộc xứ Wales.